# Selektiv mutisme
Selektiv mutisme er en tilstand, hvor den ramte har normal talefærdighed i mange (ofte de fleste) situationer, men er stum i visse sociale situationer. Selektiv mutisme opstår i barndommen, oftest i 3-6 års alderen. Mellem 0,7 og 0,8% af alle danske børn i førskole- og skolealderen lider af tilstanden. En del tilfælde går mere eller mindre over af sig selv med alderen, mens andre lider af tilstanden hele livet.
Den svenske klimaaktivist Greta Thunberg lider af selektiv mutisme.